# الديانة البهائية في ألاسكا

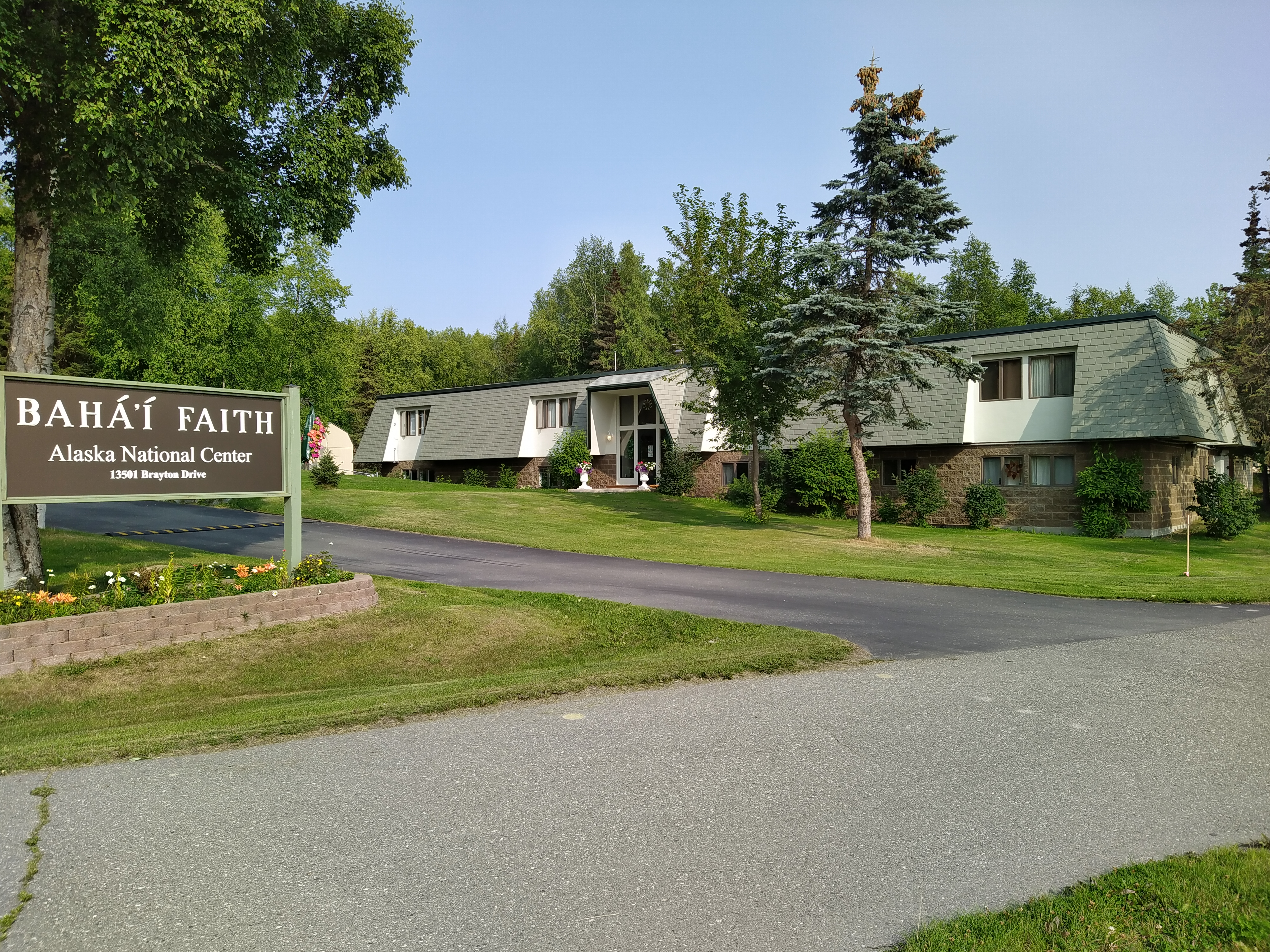
المقر الرئيسي للتجمع البهائي في ألاسكا، يقع بجانب طريق سيوارد السريع على الحافة الجنوبية البعيدة لمدينة أنكوريج.

كان إدخال الديانة البهائية إلى ألاسكا قبل وصول أول عضو من هذا الدين إلى هناك في عام 1915.وبمرور الوقت، نما مجتمع البهائيين وأنشأوا مجالس حاكمة محلية تسمى الجمعيات الروحية في العديد من المدن.

## تاريخ
آغنيس ألكسندر أول عضو في الديانة البهائية يزور ألاسكا .كانت في طريق عودتها إلى هاواي أذ توقفت عدة مرات في جنوب شرق ألاسكا وألقت عدة محاضرات، قام بتسجيلها أساييه ألين.
مارغريت جرين أول بهائية تنتقل إلى ألاسكا وتعيش هنا. عاشت في جونو من 16 يونيو 1915 إلى 6 يونيو 1918، وعملت كأمينة مكتبة. كان أول رائد بهائي في ألاسكا، ردآ على ألواح الخطة الإلهية، هو أورسيلا ريكسفورد. أذ كان أول شخص أصبح بهائيآ في ألاسكا هو الدكتور جاين في. جريجوري، الذي تزوج لاحقآ من ريكسفورد.
كانت البهائية الجديدة الأخرى هي فيكتوريا روبرتس.
سافر عدد كبير من البهائيين إلى ألاسكا في عشرينيات القرن العشرين، لكن النشاط البهائي هناك كان قليلآ جدآ في عام 1939، نشأ هونور كيمبتون ردًا على رسالة من شوقي أفندي كتبها إلى البهائيين في أمريكا الشمالية حيث طلب منهم الانتقال إلى الولايات التسع والمقاطعات والأقاليم في الولايات المتحدة وكندا التي لا تزال لا تضم بهائيين. وبما أن كلمة "أنكوراج" وردت في الرسالة قررت هونور الانتقال إلى أنكوراج.استقرت في البداية في جونو، ولكنها سرعان ما انتقلت إلى أنكوريج حيث عاشت من مايو 1939 إلى 1947.كانت تدير مكتبة تسمى The Book Cache، والتي أطلق عليها الحاكم اسم " المركز الثقافي لألاسكا". أما البهائية الأخرى التي استجابت لطلب شوقي أفندي فهي بيتي بيكر التي انتقلت إلى جونو.أصبحت جانيت وايتيناك، في عام 1941 أول بهائية في ألاسكا في الفترة التي شهدت التأسيس الدائم للديانة البهائية في ألاسكا. في عام 1945 تزوج وايتناك من فيرن ستاوت، وكان زواجهما الأول بين البهائيين في ألاسكا.
تأسست أول جمعية روحية محلية للبهائيين في ألاسكا في أنكوريج عام 1943، ثم تلتها الجمعيات الروحية المحلية في فيربانكس (1955)، ووادي تانانا (1956)، وكيتشيكان (1956)، وجونو (1957). في عام 1957 تأسست الجمعية الروحية الوطنية للبهائيين في ألاسكا.
كتب شوقي أفندي ، رئيس الدين من عام 1921 حتى وفاته في عام 1957، العديد من الرسائل إلى البهائيين في ألاسكا - وقد تم تجميعها ونشرها في كتاب المساعي العليا: رسائل إلى ألاسكا في عام 1976.
تأسست الديانة ألبهائية بحلول الثمانينات من ألقرن العشرين في أكثر من 200 منطقة في ألاسكا مع أكثر من 60 جمعية روحية محلية، دمج 26 منها بشكل قانوني. يوجد حاليآ مايقارب 1500 بهائي في ألاسكا. وكانت هناك مؤتمرات. في عام 1986 ألقى البهائي الهندي الأمريكي الشمالي لي براون محاضرة في المجلس البهائي القاري الأصلي لعام 1986 الذي عقد في وادي تانانا حيث تم تسجيله  وهو يتضمن تفسيره للنبوءات الأمريكية الأصلية ، وخاصة الهوبي .